# Rad (đơn vị)
Rad là đơn vị liều bức xạ tuyệt đối, ký hiệu là rd. Rad được đưa ra lần đầu tiên vào năm 1918 với ý nghĩa là "lượng tia X khi bị hấp thụ sẽ gây ra sự phá hủy tế bào". Trong hệ CGS vào năm 1958, rad được định nghĩa là liều tạo ra được năng lượng 100 erg được hấp thụ bởi một gam vật chất. Nó đã được xác định lại trong hệ SI vào năm 1970 với ý nghĩa là liều lượng gây ra năng lượng 0,01 joule được hấp thụ bởi 1 kg vật chất .
{\displaystyle \mathrm {1\,rd=0{,}01\,Gy=0{,}01\,{\frac {m^{2}}{s^{2}}}=0{,}01\,{\frac {J}{kg}}} }
Bây giờ, trong hệ SI người ta thường dùng đơn vị gray Gy hơn.